# О
O, o (en cursiva O, o) és una lletra de l'alfabet ciríl·lic, la setzena de l'alfabet rus.

## Taula de codis
| Codificació de caràcters | Tipus     | Decimal | Hexadecimal | Octal  | Binari              |
| ------------------------ | --------- | ------- | ----------- | ------ | ------------------- |
| Unicode                  | Majúscula | 1054    | 041E        | 002036 | 0000 0100 0001 1110 |
| Unicode                  | Minúscula | 1086    | 043E        | 002076 | 0000 0100 0011 1110 |
| ISO 8859-5               | Majúscula | 190     | BE          | 276    | 1011 1110           |
| ISO 8859-5               | Minúscula | 222     | DE          | 336    | 1101 1110           |
| KOI 8                    | Majúscula | 239     | EF          | 357    | 1110 1111           |
| KOI 8                    | Minúscula | 207     | CF          | 317    | 1100 1111           |
| Windows 1251             | Majúscula | 206     | CE          | 316    | 1100 1110           |
| Windows 1251             | Minúscula | 238     | EE          | 356    | 1110 1110           |